# ウィリアム・プレスコット

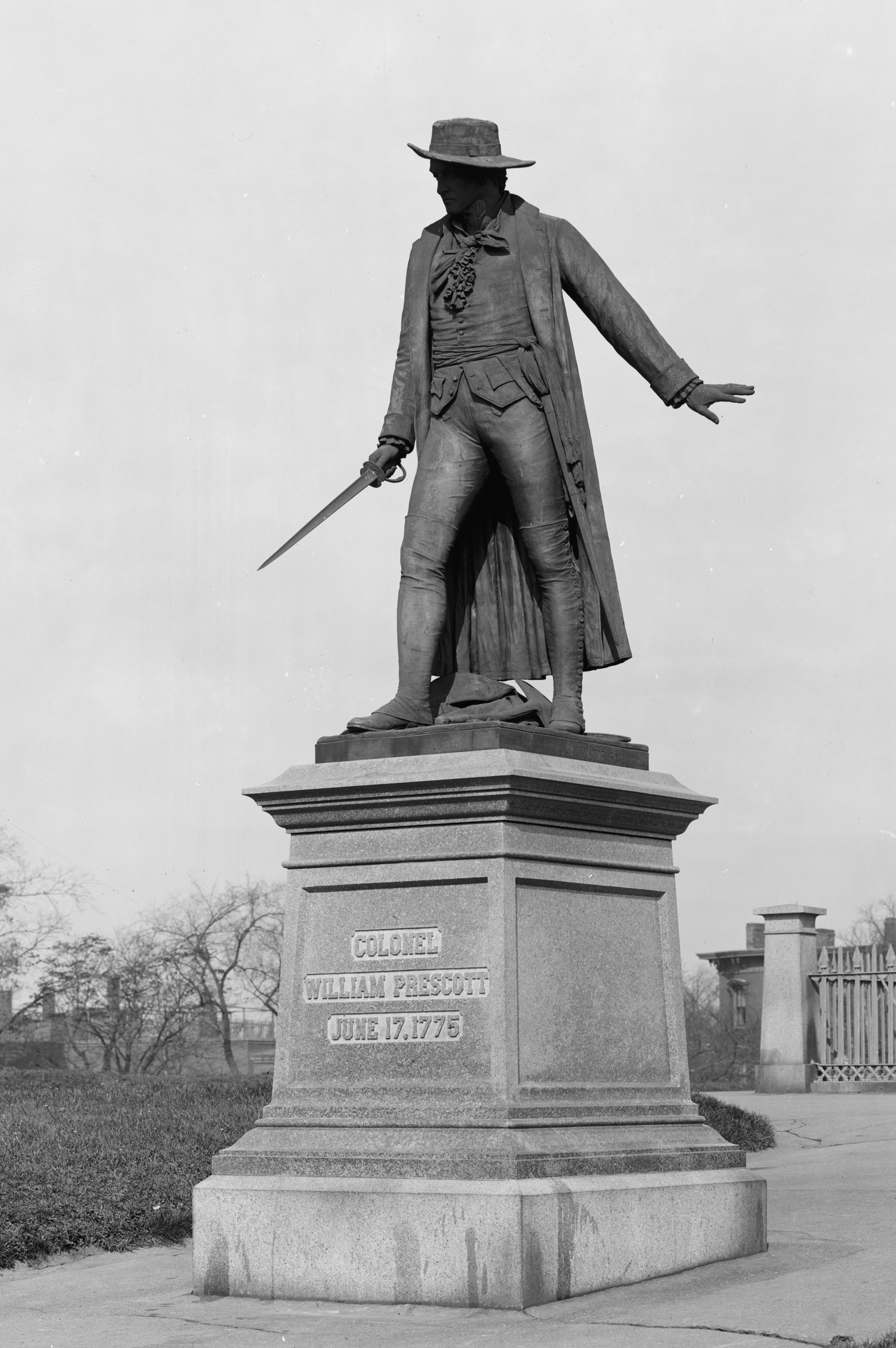
バンカーヒル記念塔の前に立っているプレスコットの銅像

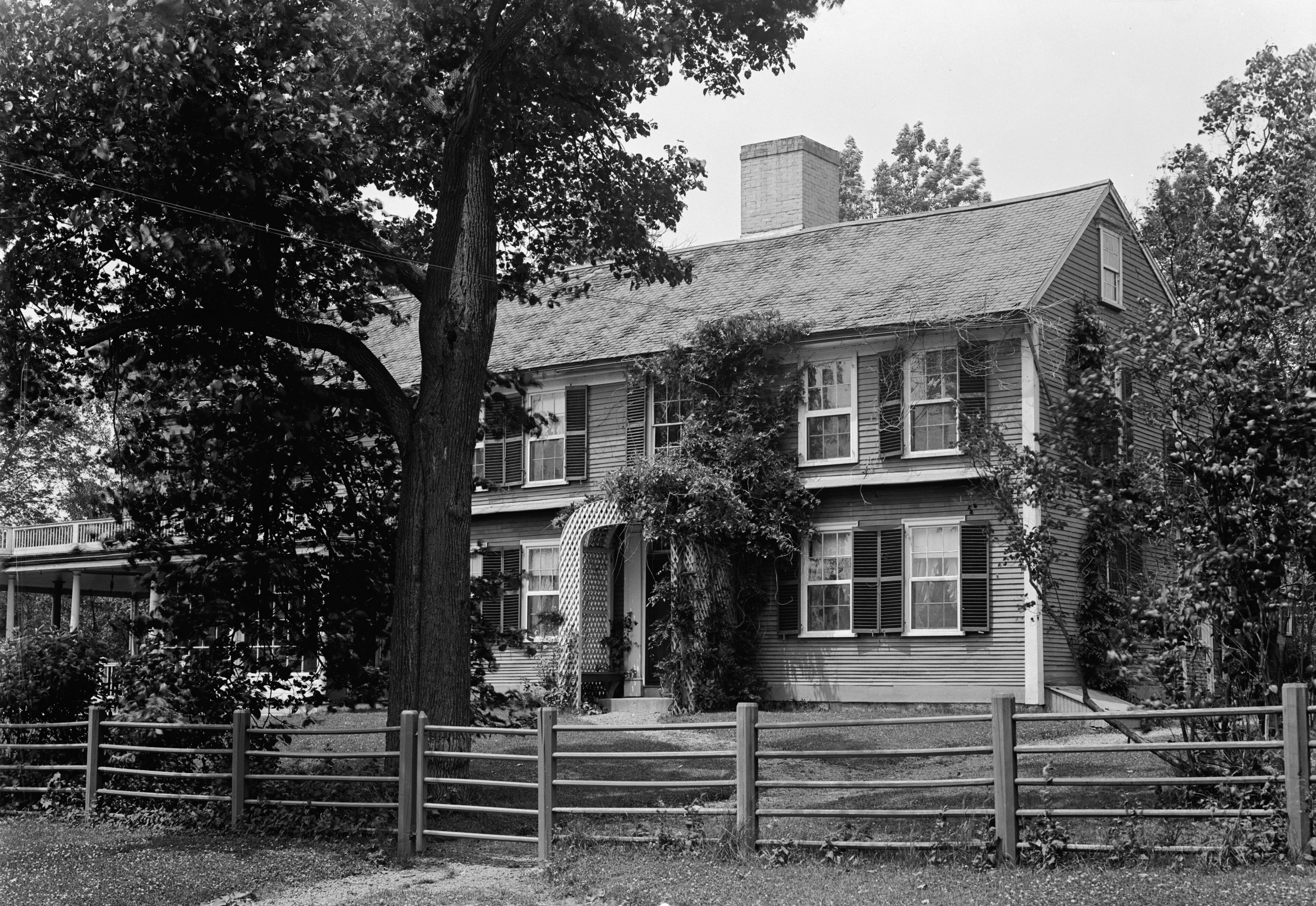
プレスコットの家

ウィリアム・プレスコット（英: William Prescott、1726年2月20日 - 1795年）は、アメリカ、マサチューセッツ湾植民地出身の軍人である。アメリカ独立戦争では大陸軍の大佐であり、バンカーヒルの戦いではイズラエル・パットナム将軍の副官であった。プレスコットは、バンカーヒルの戦いの時に「敵の目の白い所が見えるまでは撃つな」と命令したと言われるが、弾薬の乏しい大陸軍にとっては適切な命令であった。なお、この命令を発した者としてプレスコット以外にも数人が挙げられて、誰の命令なのかが議論となっている。
プレスコットは、マサチューセッツのグロートンで、ベンジャミン・プレスコット（1696年 - 1738年）とアビゲイル・オリヴァー・プレスコット（1697年 - 1765年）夫妻の子として生まれた。プレスコットは、1758年4月13日にアビゲイル・ヘイルと結婚し、1762年に息子がうまれ、やはりウィリアムと名づけた。

## 軍歴
バンカーヒルの戦い以外にも、プレスコットは、フレンチ・インディアン戦争に従軍し、アメリカ独立戦争中は、1776年のニューヨーク方面作戦、1777年のサラトガ方面作戦で第7大陸連隊を指揮して戦った。
しかしプレスコットを有名にしたのは、何と言ってもバンカーヒルの戦いでの勇戦であった。1775年春のアメリカ独立戦争開戦以降、アメリカ植民地反乱軍はイギリス軍をボストン市内に閉じ込め、ボストン包囲戦を続けていた。6月に入って植民地軍の指揮官アートマス・ウォード将軍は事態の打開を図るため、ボストン市とは港を隔てた北側にあるチャールズタウン半島に防塞を築くことにした。ウォードは作戦の指揮官にイズラエル・パットナム将軍を、副官にプレスコットを指名した。ボストン市を包囲しているとは言っても、港はイギリス海軍に支配されており、植民地軍が動けば直ぐに悟られる可能性が強く危険な任務であった。
6月16日夜、プレスコットが1,500名の兵士を率いて半島に上陸した。初めのうち、パットナムとプレスコットおよび技術士官のリチャード・グリドリー大尉は、何処を防御地点とするかについて意見の一致をみなかった。ブリーヅヒルがより防御に適しているように見えたので、最初の陣地をそこに造ることに決めた。プレスコットの部隊はグリドリーの概要図を使って塹壕を掘り始めた。長さは160フィート (50 m) 、幅は80フィート (25 m)あり、溝と土壁もあった。右手のチャールズ川の方向にも溝を掘り、左に走る塀の補強を始めた。
夜明けと共に、イギリス海軍がこの防塞構築に気付き艦砲射撃を開始した。さらにイギリス軍は陸戦部隊を召集し海を渡ってチャールズタウン半島に上陸し攻撃を掛けてきた。プレスコットは自隊を励まし続けたが、その部隊は徐々に兵士を失っていった。彼の部隊には砲撃による損害はほとんど無かったが、傷ついた兵士を後方へ下げるために10名の志願兵を割り付けた。その他に混乱に乗じて撤退組に加わる者がいた。2人の将軍がプレスコット隊に加わったが、どちらも命令はできず、個人的に戦うだけだった。
植民地軍は二度までイギリス軍を撤退させたが、三度目の攻撃でブリーヅヒルを占領され、チャールズタウン・ネック方面に撤退した。植民地軍はまだ戦闘に慣れていない兵士ばかりでありながら、イギリス軍に大きな損害を与え、その後のイギリス軍の行動を抑えることになった。

## 雑記
プレスコットの孫ウィリアム・H・プレスコットは著名な歴史家で著作家となった。プレスコットの弟オリヴァー・プレスコットも、独立戦争中に民兵の将軍として従軍した。又従姉妹のレベッカ・ミノー・プレスコットは、独立宣言を起草した5人の1人ロジャー・シャーマンと結婚した。
マサチューセッツ州の以前の町プレスコットはウィリアム・プレスコットにちなんで名づけられた。この町は1938年にカビン貯水池を作る際に消滅した。残された陸地はプレスコット半島となり、貯水池を分かつように伸びている。
プレスコットの肖像は、バンカーヒル記念塔の前に立っている銅像で覗える。
プレスコットの家は今もマサチューセッツ州イースト・ペパレルにある。